# Cerro Kishtwar
Der Cerro Kishtwar ist ein Berg im Kishtwar-Himalaya, einer Gebirgsregion im Westhimalaya im indischen Unionsterritorium Jammu und Kashmir.
Der 6155 m hohe vergletscherte Berg befindet sich im äußersten Osten des Kishtwar-Distrikts.
Der Cerro Kishtwar liegt nördlich des Flusstals des Dharlang, einem rechten Nebenfluss des Chanab.
Südlich des Cerro Kishtwar erhebt sich der 6040 m hohe White Saphire, ein weiterer Klettergipfel mit einer 850 m hohen Steilwand.

## Besteigungsgeschichte
Der Cerro Kishtwar wurde am 20. September 1993 von den beiden Briten Mick Fowler und Steve Sustad erstbestiegen. Die Aufstiegsroute (ED+; Sco VI, A3; 1300 m) führte über die Nordwestwand und Nordostwand.
Im Anschluss wurden die Berge in Kaschmir aus militärischen und politischen Gründen bis etwa 2010 für ausländische Bergsteiger gesperrt.
Im Jahr 2011 bestiegen Stephan Siegrist, David Lama, Denis Burdet und Rob Frost den Cerro Kishtwar als zweites Team über die Route Yoniverse (WI5, 6a, 1200 m), einem Aufstieg über die Nordwestwand.
Im Jahr 2015 kletterten Hayden Kennedy, Marco Prezelj, Manu Pellisier und Urban Novak im Alpinstil über die Route Light Before Wisdom (ED+, 5.11, WI6, M6, A2, 1200 m) durch die Ostwand als drittes Team auf den Gipfel und erhielten dafür einen Piolet d’Or.
Im Jahr 2017 kletterten Stephan Siegrist, Thomas Huber und Julian Zanker durch die zentrale Nordwestwand über die Route Har Har Mahadev (VII, A3+, 6b, M6, 1000 m).
Im Jahr 2018 kletterten die Japaner Genki Narumi, Yusuke Sato and Hiroki Yamamoto über ihre Route All Izz Well (VI, WI5, M6, 1500m) durch die Nordwestwand.